# Wladimir Alexejewitsch Belinski

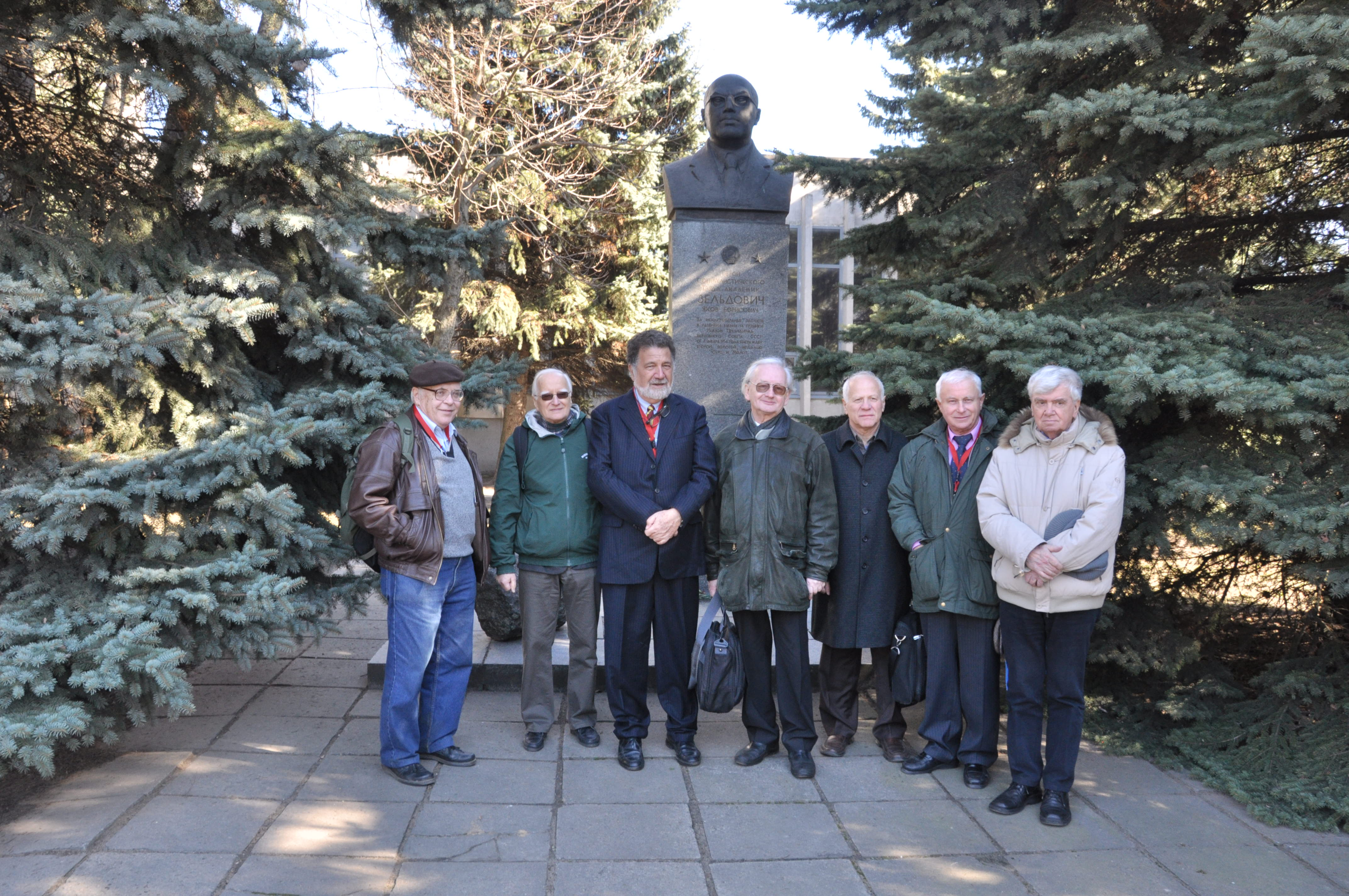
Wladimir Alexejewitsch Belinski (ganz rechts) im März 2014.

Wladimir Alexejewitsch Belinski (russisch Владимир Алексеевич Белинский, englische Transkription Vladimir Belinski; * 26. März 1941) ist ein russischer theoretischer Physiker, der sich mit Gravitationsphysik und allgemeiner Relativitätstheorie (ART) befasst.
Wladimir Belinski studierte ab 1958 am Moskauer Institut für Physik und Technologie und war ab 1965 am Landau-Institut für Theoretische Physik, wo er 1969 promoviert wurde. Er blieb am Landau-Institut, habilitierte sich dort 1981 (russischer Doktortitel) und war danach als leitender Wissenschaftler des Landau-Instituts tätig. 1989/1990 war er Gastwissenschaftler am Yukawa-Institut in Kyōto. Seit 1990 war er Wissenschaftler (mit Lehrbefugnis) am Istituto Nazionale di Fisica Nucleare (INFN) in Rom und der Universität Rom (La Sapienza). Heute ist er Professor am International Center for Relativistic Astrophysics (ICRA) in Pescara.
Er ist bekannt für eine Arbeit über Singularitäten in der allgemeinen Relativitätstheorie mit Jewgeni Lifschitz und Issaak Chalatnikow um 1970. BKL-Singularitäten sind seitdem nach ihnen benannt und eine bis heute ungelöste Vermutung, dass diese in der Zeit stark oszillierenden Lösungen typisch in der ART sind.
Außerdem entdeckte er ab 1977 mit Wladimir Jewgenjewitsch Sacharow (Vladimir E. Zakharov) Gravitations-Instanton-Lösungen, und sie wandten dabei erstmals die Methode der inversen Streutransformation in der ART an, die sie dort zur Belinski-Zakharov-Transformation ausbauten (1978). Zu den damit gewonnenen exakten Lösungen der Feldgleichungen der ART gehören auch Schwarze Löcher.
1974 erhielt er mit Chalatnikow und Lifschitz den Landau-Preis. 2012 war er unter anderem mit Chalatnikow einer der Empfänger des Marcel Grossmann Awards.

## Schriften
- mit Eric Verdaguer Gravitational Instantons, Cambridge University Press 2001, 2004